# 尼科·鲁波宁
尼科·鲁波宁（芬蘭語：Nico Ruponen，1989年2月3日—），瑞典男子羽毛球運動員。

## 簡歷

### 2013年世錦賽
2013年8月，尼科·鲁波宁參加中國廣州舉行的世界羽毛球錦標賽，與阿曼达·赫格斯特伦出戰混合雙打項目，首圈以2-1力克英格蘭組合晉級，但在第二圈就以0比2（17-21、17-21）不敵11號種子、韓國的柳延星/張藝娜出局。

### 2017年世锦赛
2017年8月，尼科·鲁波宁參加苏格兰格拉斯哥舉行的世界羽毛球錦標賽，與阿曼达·赫格斯特伦出戰混合双打項目。他們先在首輪以2比0（21-17、21-16）拿下苏格兰的马丁·坎贝尔/茱莉·麦克弗森，但在第二輪面对赛会11号种子、日本组合的數野健太/栗原文音時，以0比2 （13-21、5-21）不敌对手而止步32强。在男子雙打項目，他與理查德·艾德斯泰特在首輪以直落二敗於印尼的穆罕默德·阿赫桑/利安·阿剛·薩普特拉。
2017年世錦賽結束後，尼科·魯波寧決定從退出國際羽毛球賽事，並於9月4日在個人社交平台宣布這個決定。

## 主要比賽成績
只列出曾進入準決賽的國際賽事成績：
| 年份   | 賽事                     | 公開賽級別 | 項目     | 搭檔              | 成績   |
| ------ | ------------------------ | ---------- | -------- | ----------------- | ------ |
| 2011年 | 克羅地亞羽毛球國際賽     | 國際系列賽 | 男子雙打 | 加里·福克斯       | 準決賽 |
| 2011年 | 匈牙利羽毛球國際賽       | 國際系列賽 | 男子雙打 | 加里·福克斯       | 準決賽 |
| 2012年 | 哈爾科夫羽毛球國際賽     | 國際挑戰賽 | 混合雙打 | 阿曼达·赫格斯特伦 | 冠軍   |
| 2013年 | 波蘭羽毛球公開賽         | 國際挑戰賽 | 混合雙打 | 阿曼达·赫格斯特伦 | 準決賽 |
| 2013年 | 哈爾科夫羽毛球國際賽     | 國際挑戰賽 | 混合雙打 | 阿曼达·赫格斯特伦 | 準決賽 |
| 2013年 | 愛爾蘭羽毛球公開賽       | 國際挑戰賽 | 混合雙打 | 阿曼达·赫格斯特伦 | 準決賽 |
| 2014年 | 芬蘭羽毛球公開賽         | 國際挑戰賽 | 混合雙打 | 阿曼达·赫格斯特伦 | 亞軍   |
| 2015年 | 墨西哥城羽毛球大獎賽     | 大獎賽     | 混合雙打 | 阿曼达·赫格斯特伦 | 準決賽 |
| 2016年 | 奧爾良羽毛球國際挑戰賽   | 國際挑戰賽 | 男子雙打 | 理查德·艾德斯泰特 | 冠軍   |
| 2016年 | 加拿大羽毛球大獎賽       | 大獎賽     | 混合雙打 | 阿曼达·赫格斯特伦 | 亞軍   |
| 2016年 | 布拉格羽毛球公開賽       | 國際挑戰賽 | 男子雙打 | 理查德·艾德斯泰特 | 準決賽 |
| 2016年 | 碧特博格羽毛球黃金大獎賽 | 黃金大獎賽 | 混合雙打 | 阿曼达·赫格斯特伦 | 準決賽 |
| 2016年 | 意大利羽毛球國際賽       | 國際挑戰賽 | 男子雙打 | 理查德·艾德斯泰特 | 亞軍   |
| 2017年 | 瑞典羽毛球國際賽         | 國際系列賽 | 男子雙打 | 理查德·艾德斯泰特 | 亞軍   |

| 2007-2017年 | 首要超級賽 | 超級賽 | 黃金大獎賽 | 大獎賽 | 國際挑戰賽 | 國際系列賽 | 未來系列賽 | 其他 |

| 2018-2026年 | 總決賽 | 超級1000賽 | 超級750賽 | 超級500賽 | 超級300賽 | 超級100賽 | 國際挑戰賽 | 國際系列賽 | 未來系列賽 | 其他 |

### 奧運會和世錦賽參賽紀錄
|          | 搭檔              | 2013 | 2014 | 2015 | 2016 | 2017 |
| -------- | ----------------- | ---- | ---- | ---- | ---- | ---- |
| 男子雙打 | 理查德·艾德斯泰特 | －   | －   | －   | －   | 48強 |
|          |                   |      |      |      |      |      |
| 混合雙打 | 阿曼达·赫格斯特伦 | 32強 | －   | －   | －   | 32強 |

## 外部連結
- Nico Ruponen的Facebook專頁